# イエーガーマイスター

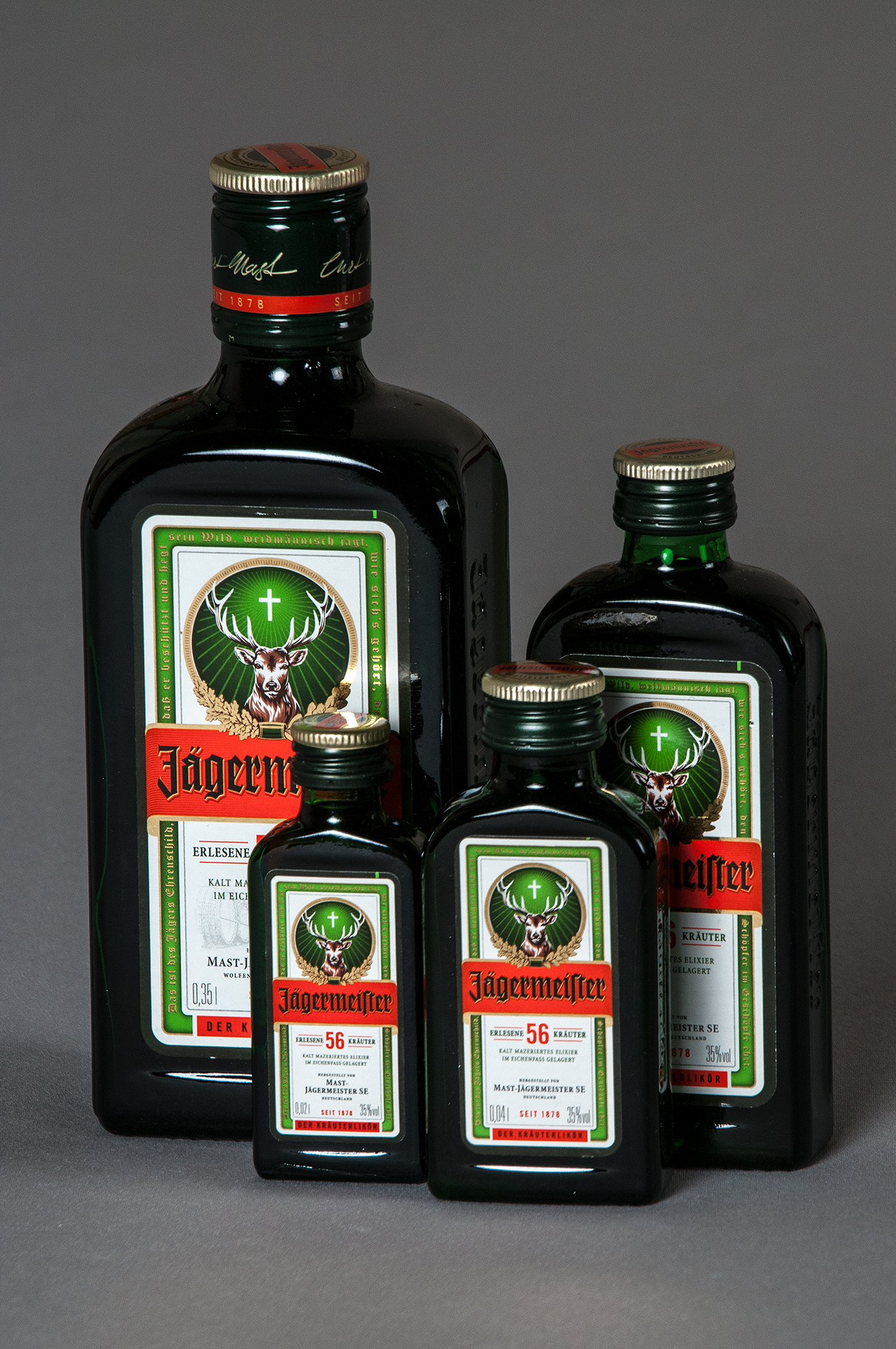
イエーガーマイスター

イエーガーマイスター(ドイツ語: Jägermeister)とは、ドイツ産のリキュール銘柄である。
サフラン、シナモンの皮、根ショウガ、アニスなど、56種類のハーブが使われている。アルコール度数は35度
、エキス分は15.7パーセント、濃い赤色をしている。
日本語の片仮名表記ではイェーガーマイスターと書かれることもある。本稿では、以降イエーガーマイスターの表記で統一する。

## 概説
「イエーガーマイスター（jägermeister）」は、ドイツ語で「ハンティングマスター」の意である。日本では「ドイツの養命酒」と紹介されることもあるが、養命酒と違って医薬品ではない。
イエーガーマイスターは、ドイツのブラウンシュヴァイク市から13km南のヴォルフェンビュッテル（Wolfenbüttel）にある、マースト・イエーガーマイスター社（Mast-Jägermeister SE）が製造。同社は1878年に設立されたが、このリキュールのレシピを確立したのが1934年で、実際に販売し始めたのは1935年である。
イエーガーマイスターは、ハーブ類、果物類、草根木皮など、56種類の材料を使用して製造されていると言われている。この56種の中には、アニス、カモミール、キャロブ、ゲンチアナ、サフラン、シナモン、フェンネル、マテ、ミント、没薬、ラベンダーなどが含まれているものとの推察もある。製造工程の中には、これらの材料を蒸留酒に一定期間浸漬し、そうしてできた混成酒を蒸留した後、オーク製の樽で9ヶ月以上熟成するという工程が存在するとされる。ただし、製法は完全には公開されていないため、詳細は不明である。
出来上がったイエーガーマイスターの色は深紅なのだが、ボトルが緑色であるため（赤と緑は補色の関係にあるため）、ボトルに入っている状態では黒っぽく見える。このボトルのラベルには2018年現在、雄のシカが描かれている。リキュール名の「イエーガーマイスター」というのは、「狩人の守護聖人」を意味しており、これは、7〜8世紀頃のドイツ辺りで、牡鹿の角に精霊を見た人物が、後に聖職者になったという物語に由来している。またイエーガーマイスター社の米国版公式ホームページでは「猟師ヒューベルト（Saint Hubert)があるとき、角の間に十字架が光る強大な牡鹿の姿を見たことで、自然を大いに尊重するようになり、さらに猟師の守護聖人として知られるようになったことに由来している」されている。レシピ考案者のクルト・マスト（Curt Mast）がこの真の「ハンティングマスター（ドイツ語でイエーガーマイスター）」に敬意を表し、牡鹿の紋章を採用したと解説されている。
このイエーガーマイスターは、ドイツ本国での消費はもとより、輸出されて世界各地で消費される。特に、アメリカでの人気が高いことで知られている。1980年代半ばにニューオリンズで評判になった辺りから、アメリカでの人気に火がついたとの説がある。
Googleトレンドでイエーガーマイスターの英語表記とドイツ語表記の推移を見てみると、2008年から2009年にかけて英語表記がドイツ語表記を上回るようになり、世界的に流行し始めたと推測される。
日本では2010年代に入ってクラブで流行し始めた。この理由としてテキーラをショットグラスでイッキ飲みする「ショット」がトレンドだったことと、後述のイエーガー・ボムというカクテルがインスタ映えしたことと推測されている。
アメリカの経済誌『TheStreet.com』によると、イエーガーマイスターは2016年10月時点では「アメリカでもっとも売れている輸入酒」である。

## 飲用法・利用法
イエーガーマイスターは、そのまま、つまり、ストレートで飲まれる他に、カクテルの材料などとしても利用される。

### ストレート
ヨーロッパでは、イエーガーマイスターをボトルごと冷やして、それをストレートで飲むのが一般的な飲み方である。
なお、ドイツでは、イエーガーマイスターを薬酒と考える人もいると言う。薬酒として扱う場合も、基本的にはストレートで飲まれる。

### カクテル

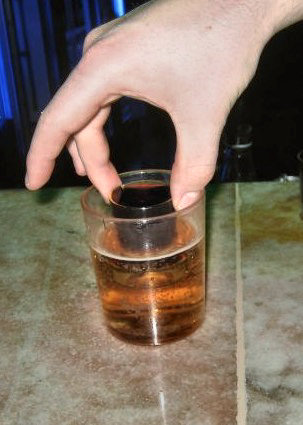
イエーガー・ボム

イエーガー・オレンジ
イエーガーマイスター ＋ オレンジ・ジュース
氷を入れたグラスにオレンジ・ジュースを注ぎ、その上にイエーガーマイスターをフロートさせる。
材料をステアして混ぜて作ることもある。フロートだとオレンジジュースとイエーガーマイスターの色合いも楽しめるが、ステアだと色も混ざるため美しい色調とは呼べなくなる。
イエーガー・トニック
イエーガーマイスター ＋ トニックウォーター
イエーガーマイスターをトニックウォーターで割り、軽くかき混ぜる。
グラスにレモンを飾る例も見られる。
イエーガー・ボム
イエーガーマイスター ＋ レッドブル
大き目のグラスにレッドブルを注ぎ、そこにショットグラスに注いだイエーガーマイスターをショットグラスごと沈める作り方は、日本ではインスタ映えするとして人気となった。
2013年にはCrossfaithが「Jägerbomb」という楽曲を発表している。
シルバー・ストリーク
イエーガーマイスター ＋ ビーフィーター・ジン
材料をシェークする。
アメリカで人気がある。

### その他の利用法
パウンドケーキに、少量のイエーガーマイスターを使用する例も見られる。

## レーシングカー

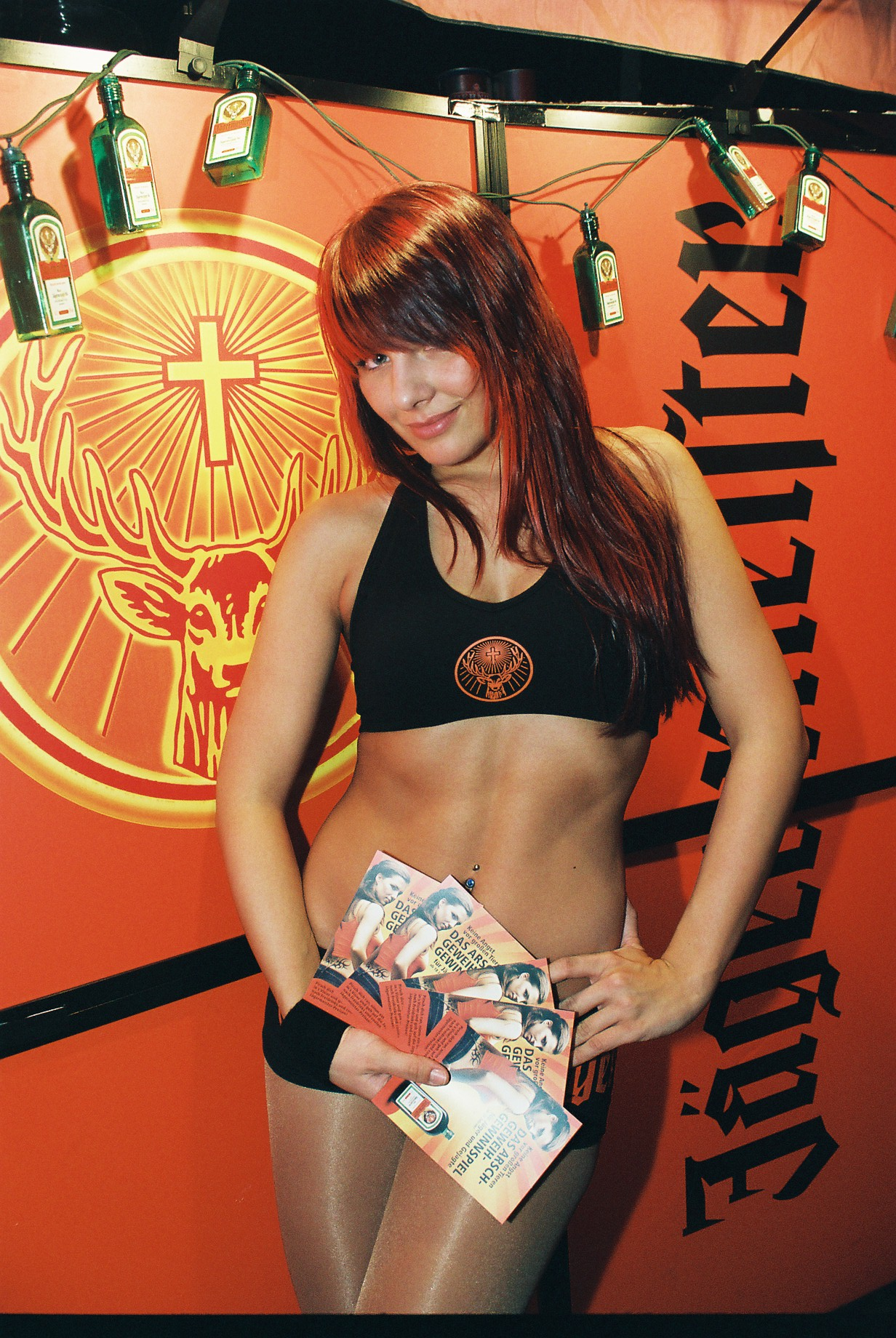

イエーガーマイスターの製造元である、マースト・イエーガーマイスター社（Mast-Jägermeister SE）は、ドイツ本国で長年レーシングチームのスポンサーをつとめており、オレンジ色の派手な車体塗装が有名である。1976年に開催されたドイツレーシングカー選手権の第1・2戦ではイエーガーマイスター色をまとったポルシェ・934 が優勝、その後もポルシェ・935やBMW・M3、アルファロメオ・155といったレースカーのスポンサーとして活躍した。